# Лобриевка
Лобриевка (укр. Лобріївка) — село в Баштанском районе Николаевской области Украины.
Население по переписи 2001 года составляло 210 человек. Почтовый индекс — 56160. Телефонный код — 5158.

## Местный совет
56160, Николаевская обл., Баштанский р-н, с. Костычи, ул. Ивана Франко, 8б, тел. 9-39-21.